# Days to Come
Albums de Bonobo
It Came From The Sea
(2005) Black Sands
(2010)
Days to Come est le troisième album de Bonobo. Sorti en 2006, il a été produit en deux éditions : une édition simple et une édition limitée. La seconde contient un deuxième disque comprenant des versions alternatives des pistes se retrouvant sur le disque de l'édition originale. La chanteuse Bajka fait des apparitions sur quelques titres, tandis que le chanteur Fink apparaît sur la piste « If You Stayed Over ».

## Liste des titres
Édition originale
1. Intro" – 0:54
2. Days to Come (feat. Bajka) - 3:49
3. Between the Lines (feat. Bajka) - 4:36
4. The Fever - 4:21
5. Ketto - 5:06
6. Nightlite (feat. Bajka) - 5:09
7. Transmission 94 (Parts 1 & 2) - 7:57
8. On Your Marks - 4:09
9. If You Stayed Over (feat. Fink) - 5:23
10. Walk in the Sky (feat. Bajka) - 4:34
11. Recurring - 5:06

Édition limitée
Cette liste comprend le titre des pistes se retrouvant sur le deuxième disque de l'édition limitée
1. "Days to Come" (instrumental) - 3:49
2. "Between the Lines" (instrumental) - 4:36
3. "Nightlite" (instrumental) - 5:11
4. "If You Stayed Over" (instrumental) - 2:16
5. "If You Stayed Over" (reprise) - 1:44
6. "Walk in the Sky" (instrumental) - 4:06
7. "Hatoa" - 4:22

## Crédits
- Simon Green : guitare, mandoline, piano, xylophone, contrebasse, percussions
- Mike Simmonds : cordes, percussions
- Tom Chant : saxophone, saxophone soprano
- Ben Edwards : trompette, trombone, cors
- Jack Baker : batterie
- Russell Knight
- Benny Cooke